# Plague Town
Plague Town é um filme de terror produzido nos Estados Unidos, dirigido por David Gregory, com roteiro escrito por Gregory e John Cregan. Lançado em 2008, foi protagonizado por Josslyn DeCrosta, Erica Rhodes e David Lombard.